# En la mira
En la mira es una película de suspenso y drama argentina-uruguaya de 2022 dirigida por Ricardo Hornos y Carlos Gil. Sigue la historia de un empleado en un call center que se ve amenazado de muerte mediante una llamada de un consumidor al que no le dan la baja del servicio y por el que le siguen cobrando. Está protagonizada por Nicolás Francella, Gabriel Goity, Emilia Attias, Paula Reca y Maximiliano de la Cruz. La película tuvo su estreno limitado en las salas de cines de Argentina el 28 de abril de 2022 bajo la distribución de Warner Bros. Pictures.
La premisa del filme está basada en el episodio «Bajas» de la serie de televisión argentina Encerrados (2018) creada por Benjamín Ávila y Marcelo Müller, y protagonizada por Martín Slipak.

## Sinopsis
Axel (Nicolás Francella), es un joven de 27 años, que llega sin esfuerzo alguno a su rutinario trabajo en un call center de una compañía de telefonía e internet. Durante su horario laboral y a espaldas de su novia Martina (Paula Reca), mantiene una relación clandestina con Ximena (Emilia Attias), su jefa en la compañía. 
En el momento en que Axel justo se va a encontrar con su jefa en su oficina para mantener relaciones sexuales, recibe una llamada de un cliente que se da a conocer como Figueroa Mont (Gabriel Goity), quien le exigen de mala manera la baja de un servicio, el cual Axel no se lo puede otorgar sin antes cumplir con unos cuantos pasos, pero el cliente ante su impaciencia lo amenaza con matarlo, asegurándole que lo está apuntando con un rifle de alta precisión para volarle la cabeza tanto él, como a sus compañeros si no cumple con lo que le pide de manera inmediata.

## Reparto
- Nicolás Francella como Axel Brigante
- Gabriel Goity como Figueroa Mont
- Emilia Attias como Ximena Solís
- Paula Reca como Martina
- Maximiliano de la Cruz como Gustavo Días
- Mariano Prince como Gabriel
- Gal Groisman como Sofía
- Kairo Herrera como guardia de seguridad
- Jorge Temponi como abogado
- Florencia Salvetto como Mechi
- Gabriela Freire como Nora
- Julián Hornos Khol como Johnny
- Ignacio Borderes como fiscal
- Zoe Hochbaum como Juana
- Walter Rey como empleado de archivo
- Soledad Gilmet como secretaria de fiscalía
- Santiago Musetti como Pitu
- Tien Ma como Chino
- Andreína Gómez como Yuli
- Akim Silva como Irvin
- Paula Lieberman como oficial policía científica
- Mariana Olivera como Lucía Mont
- Lucio Hernández como comisario

## Recepción

### Comentarios de la crítica
La película recibió críticas mixtas a negativas por parte de la prensa. Es una copia de la película "Enlace Mortal". Diego Batlle de Otros cines cuestionó que el filme «está construido en función de fórmulas y recursos ya bastante transitados», que «la puesta en escena tampoco tiene demasiados alardes ni virtuosismo», aunque destacó que es «un thriller trabajado con buen ritmo» y que Francella ofrece una «aceptable dosis de tensión». Por su parte, Jesús Rubio del diario La Voz del Interior calificó a la película como «buena», pero criticó que la cinta carece de «pulso narrativo, comprensión de la puesta en escena y claridad argumentativa». Ezequiel Boetti de Página 12 comentó que la tensión que va creciendo en la pantalla es gracias al trabajo actoral de Francella, aunque la premisa no es novedosa. En una reseña para el diario La Nación, Marcelo Stiletano elogió la interpretación de Francella describiéndola como sólida, segura y con determinación, y que la película se apoya en una estética prolija.
Por otro lado, Tobías Saura de FourCinema rescató que la premisa de la cinta «funciona a la perfección para atrapar al espectador» y que Francella «demuestra potencial para poder estar al frente de otras historias». Nazareno Brega del periódico Clarín catalogó a la película como «regular», diciendo que «el final llega con una maraña de vueltas de tuerca que termina de hundir la película mientras buscaba darle mayor profundidad», sin embargo, valoró los recursos interpretativos de Francella y Goity.